# Gerhard Knies
Gerhard Knies (* 10. Juni 1937; † 11. Dezember 2017 in Hamburg) war ein deutscher Physiker, der das Desertec-Projekt initiiert hat.

## Leben
Knies war das älteste von sechs Geschwistern, er wuchs in einem pietistischen Pfarrhaus auf. Er studierte Physik und war Stipendiat des evangelischen Studienwerkes Villigst. Nach Forschungsarbeiten am CERN in Genf und einem Aufenthalt an der Universität von Kalifornien in Berkeley war er viele Jahre Mitarbeiter am Deutschen Elektronen-Synchrotron (DESY) in Hamburg, wo er Elementarteilchenphysik betrieb. Die Katastrophe in Tschernobyl löste ein Umdenken bei ihm aus. Im Jahr 1995 verbrachte er ein Sabbatical-Jahr am Deutschen Zentrum für Luft- und Raumfahrt (DLR), wo ihm das enorme Potential der Wüsten der Erde für die Stromproduktion bewusst wurde. Knies wurde dann Mitgründer des TREC-Netzwerkes (Trans-Mediterranean Renewable Energy Cooperation), aus dem später die Desertec Foundation entstand.
Knies war Mitglied der Deutschen Gesellschaft des Club of Rome.
Gerhard Knies wurde auf dem Friedhof Ohlsdorf beigesetzt. Die Grabstätte liegt nordwestlich von Kapelle 2 im Planquadrat X 15.

## Veröffentlichungen
- Friedfertigkeit durch zivile Verwundbarkeit oder: Über die strukturelle: Kriegsunfähigkeit moderner Industriegesellschaften, in: Sicherheit und Frieden (S+F) / Security and Peace, Vol. 6, No. 2, Sowjetunion: Neues Denken – Neues Handeln? (1988), S. 79–84.
- (Mitautor), Deutsche Gesellschaft Club of Rome e.v., in Kooperation mit der Desertec Foundation: Der Desertec-Atlas : Weltatlas zu den erneuerbaren Energien, Hamburg: CEP Europäische Verlags-Anstalt 2011 (online)